# Zwingenberg (Baden-Württemberg)
Zwingenberg è un comune tedesco di 670 abitanti, situato nel land del Baden-Württemberg.